# Ruthenocen
Ruthenocen, oder auch Di(cyclopentadienyl)ruthenium Ru(C5H5)2, abgekürzt RuCp2, ist eine metallorganische Verbindung aus der Familie der Metallocene. Es ist isoelektronisch zum Ferrocen und bildet ebenfalls einen Sandwichkomplex.

## Herstellung
Ruthenocen wurde zuerst 1952 von Geoffrey Wilkinson durch Reaktion von Rutheniumtrisacetylacetonat mit einem fünffachen Überschuss von Cyclopentadienylmagnesiumbromid synthetisiert.
{\displaystyle \mathrm {Ru(acac)_{3}\ +\ 3\ (C_{5}H_{5})MgBr} }
{\displaystyle \mathrm {\rightarrow \ Ru(C_{5}H_{5})_{2}\ +\ '(C_{5}H_{5})'\ +\ 3\ Mg(acac)Br\ \ \ acac=Acetylacetonat} }
Ruthenocen kann auch durch Umsetzung von Rutheniumdichlorid (in situ hergestellt aus Ruthenium-Metall und Rutheniumtrichlorid) mit Cyclopentadienylnatrium hergestellt werden.
{\displaystyle \mathrm {RuCl_{2}\ +\ 2\ NaC_{5}H_{5}\ \rightarrow \ Ru(C_{5}H_{5})_{2}\ +\ 2\ NaCl\ } }

## Struktur und Bindungsverhältnisse
Ruthenocen enthält ein Rutheniumion in einem Sandwichkomplex zwischen zwei Cyclopentadienylringen. Das Zentralatom bindet symmetrisch an die Ebenen der Cyclopentadienylringe, mit einem Ru-C-Abstand von 221–222 pm, der Abstand zwischen den Ringen beträgt 368 pm. Ruthenocen ist dem isoelektronischen Ferrocen in Struktur und Verhalten ähnlich. Im Kristall nehmen die Cyclopentadienylringe, ebenso wie im Ferrocen, eine ekliptische Konformation ein. In Lösung ist die Rotationsbarriere nur sehr gering.

## Eigenschaften und Verwendung
Im Gegensatz zu Ferrocen oxidiert Ruthenocen typischerweise durch Abgabe von zwei Elektronen statt eines.
Der Einsatz von Ruthenocen als Photoinitiator für Polymerisierungsreaktionen wurde untersucht.